# Lippay Lajos (1897–1949)
Lippay Lajos (Magyarszőgyén, 1897. szeptember 27. – Esztergom, 1949. március 8.) római katolikus pap, kanonok, teológiai doktor, egyetemi tanár, egyházi író.

## Élete
Az Esztergom vármegyei Magyarszőgyénben született. Gimnáziumi tanulmányait Esztergomban végezte, majd Innsbruckban teológiát tanult. Pappá Rómában szentelték 1923-ban. Magyarországra hazatérve 1925-től Balassagyarmaton káplánként működött, majd Budapesten volt hitoktató. 1932-től az esztergomi szeminárium prefektusa. 1946-ban kanonoki címet kapott. Alig 52 évesen hunyt el 1949-ben Esztergomban.

## Művei
- A pápaság a világ tükrében Archiválva 2018. december 6-i dátummal a Wayback Machine-ben. Összeállította Enrico Rosa. Magyarra átdolgozta Lippay. Budapest, 1929.
- Küzdelmekben az igazság felé. Szent Ágoston bölcselete. Budapest, 1930.
- Krisztus szülőföldjén (Palesztina). Budapest, 1933. (Dom katolikus könyvek 1.)
- A keleti egyházak. Budapest, 1934. (Szent István Könyvek 111.)
- A protestantizmus Archiválva 2018. december 6-i dátummal a Wayback Machine-ben, . Budapest, 1935. (Szent István Könyvek 121–122.)
- Ünnepi beszéd Szent Adalbertről. Esztergom, 1935.
- A titokzatos Keleten. Budapest, 1937.
- Az ősegyház hite. Esztergom, 1938.
- Esztergomi utikönyv Leopold Antallal. Esztergom, 1938.
- A magyar Vatikán. Hercegprímás palota. Keresztény Múzeum képtára, gobelin és régiség gyűjteménye. Esztergom, 1938.